# Договор у Быков Гисандо
Договор у Быков Гиса́ндо (исп. Tratado de los Toros de Guisando) — название договора, заключённого на холме Гисандо рядом с Быками Гисандо (расположенном в Эль-Тьембло, провинция Авила, Испания) 18 сентября 1468 года между королём Кастилии Энрике IV и его единокровной сестрой Изабеллой. По этому договору Изабелла получала титул принцессы Астурийской, а впоследствии становилась наследницей Кастильской короны.
В 1464 году в Кастилии началась гражданская война после того, как группа дворян подняла восстание с целью добиться отречения Энрике IV. В 1465 году они попытались символически свергнуть короля и возвести на трон его единокровного брата Альфонсо (принц Астурийский). После смерти Альфонсо в 1468 году восставшие объявили Изабеллу, единокровную сестру Энрике IV, новой претенденткой на трон. Однако вместо продолжения гражданской войны Изабелла предпочла вести переговоры с Энрике IV, отправив посредника Антонио де Венериса.
После нескольких встреч в Кастронуэво было достигнуто предварительное соглашение, которое должно было положить конец гражданской войне. Это соглашение было задокументировано в Договоре у Быков Гисандо 18 сентября 1468 года. По договору исключительные права на кастильский трон признавались за королём, а Изабелла становилась его наследницей, получив титул принцессы Астурийской и большие дары. Изабелла могла выходить замуж только с согласия короля. Наконец, Хуана, дочь короля, лишалась всех прав на наследование трона в связи с аннулированием брака Энрике с её матерью.
Впоследствии несогласованная с Энрике свадьба Изабеллы с Фердинандом Арагонским стала поводом для разрыва договора со стороны Энрике IV. Позже, король ещё раз подтвердил права своей дочери Хуаны на церемонии в Вал де Лозоя 25 ноября 1470 года. Это было одно из ключевых событий, приведших к войне за кастильское наследство несколько лет спустя.